# من-ا-لوآر
شهرستان مِن-اِ-لوآر (به فرانسوی: Maine-et-Loire) در ناحیه پیی دو لا لوآر در کشور فرانسه واقع شده‌است.